# 부산시 중구
부산시 중구는 대한민국의 옛 국회의원 선거구이다. 당시 경상남도 부산시 중구 지역을 관할했다.

## 역사
1957년 1월, 부산시에 구제가 신설되면서 중구가 신설되었다. 이로 인해 제4대 국회의원 선거를 앞두고 부산시 병 선거구가 부산시 중구 선거구로 개편되었다.
1963년 1월, 경상남도 부산시가 정부 직할 부산시로 승격되면서 경상남도에서 분리되었다. 이로 인해 제6대 국회의원 선거를 앞두고 중구 선거구로 개편되었다.

## 역대 국회의원
| 선거   | 정당 | 정당   | 의원   |
| ------ | ---- | ------ | ------ |
| 1958년 |      | 민주당 | 김응주 |
| 1960년 |      | 민주당 | 김응주 |

## 역대 선거 결과

### 대한민국 제4대 국회의원 선거
|  | 72.55% |

|  | 17.39% |

|  | 7.49% |

|  | 2.55% |

### 대한민국 제5대 국회의원 선거
|  | 70.05% |

|  | 13.88% |

|  | 8.56% |

|  | 4.55% |

|  | 2.93% |